# 瑙瑪·希拉
瑙瑪·希拉（英語：Norma Shearer，1902年8月10日—1983年6月12日），美國女演員，曾憑1930年電影 《棄婦》獲得奧斯卡最佳女主角獎。

## 生平
瑙玛·希拉1902年8月10日出生于魁北克省的蒙特利尔市，原名伊迪斯·瑙玛·希拉（Edith norma shearer）。她的家庭颇为富裕，父亲的建筑公司生意兴隆。，母亲则来自英国一个牧师家庭。9岁时她观看了一场歌舞秀，自此激起了她对演艺事业的兴趣。母亲也非常支持她的演艺事业，带着她参加选美比赛和儿童戏剧演出。1920年，她的母亲离了婚同时带着孩子们到了纽约。然而，当希拉应聘齐格飞富丽秀的演员时却因为腿短惨遭失败。不过，她可以轻松获得模特工作。同时由于加入了中介机构，她也能时不时接点电影拍摄的工作。有一次在拍摄大导演格里菲斯的影片时，格里菲斯给她忠告说，她不可能在演艺界获得什么成就，因为她的眼神和牙齿有问题。后来她终于通过努力，在影棚的聚光灯下将自己的眼神收放自如。不过，她在这一年演出的电影引起了制片人欧文·托尔伯格的注意。在欧文的鼓动下，3年后希拉同米高梅公司签订了合同。在最初4年希拉在米高梅拍摄了13部无声电影。不过当欧文去世后，希拉失去了背后策划者，出演电影的质量大幅下降。晚年退出演艺事业后，她在一次滑雪时遇上了一位小她14岁的滑雪教练。她的余生就同丈夫和孩子们共度，后来她患上阿尔兹海默病，死于1983年。

## 演出
- 《棄婦》（The Divorcee）
- 《絶代艷后》(Marie Antoinette)